# Miežionys
Miežionys är en ort i Litauen. Den ligger i den centrala delen av landet, 30 km nordväst om huvudstaden Vilnius. Miežionys ligger 97 meter över havet och antalet invånare är 110.
Terrängen runt Miežionys är platt. Runt Miežionys är det ganska glesbefolkat, med 42 invånare per kvadratkilometer. Närmaste större samhälle är Elektrėnai, 16,7 km sydväst om Miežionys. I omgivningarna runt Miežionys växer i huvudsak blandskog.